# Munição incendiária

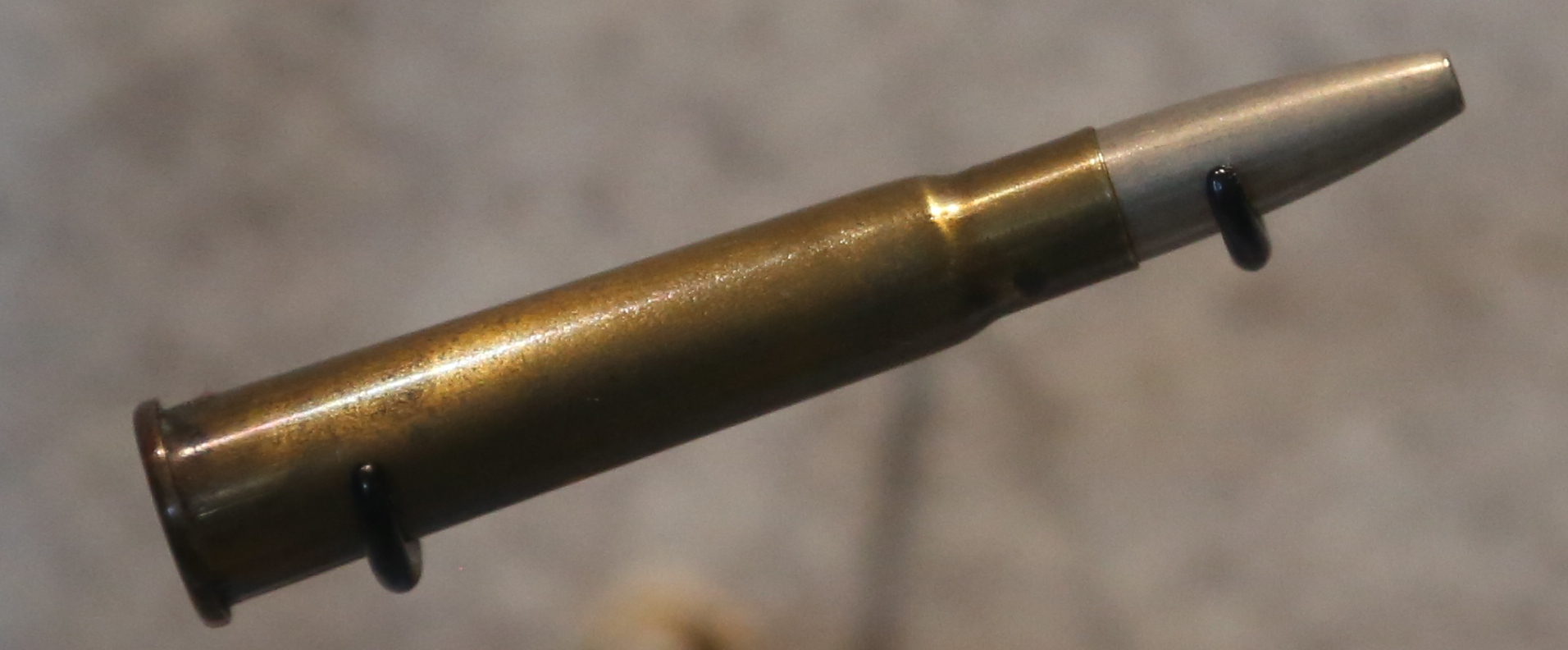
A munição incendiária Buckingham.

Munição incendiária é um tipo de munição de arma de fogo que contém um composto incendiário que queima rapidamente.

## Histórico

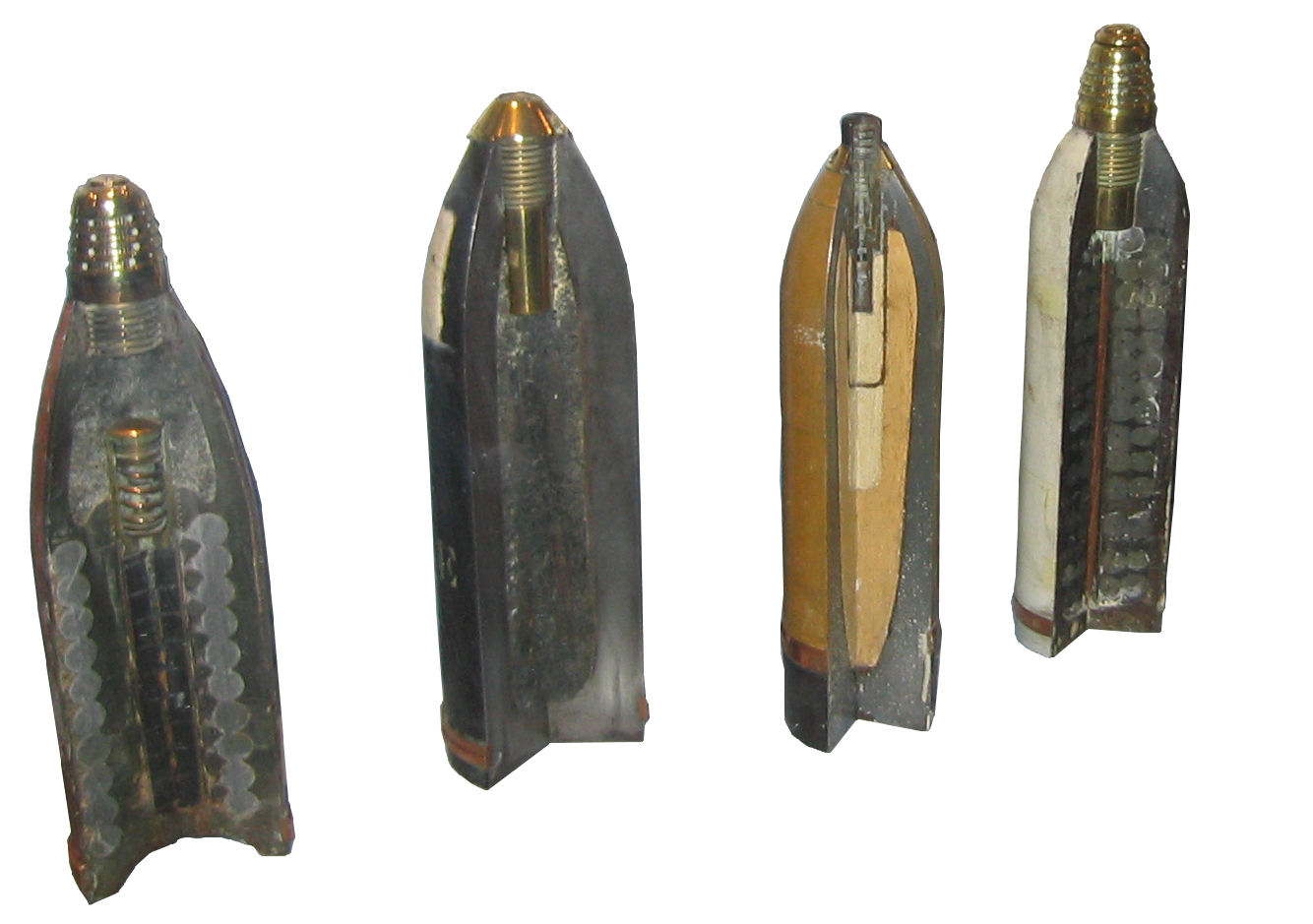
Alguns cartuchos seccionados da Primeira Guerra Mundial. Da esquerda para a direita: 90 mm shrapnel, 120 mm pig iron, 77/14 model - 75 mm e 16–75 mm shrapnel.

### Primeira Guerra Mundial
A primeira vez que a munição incendiária foi amplamente utilizada foi na Primeira Guerra Mundial, mais especificamente em 1916. Na época, o fósforo era o ingrediente principal na carga incendiária e inflamava ao ser disparada, deixando um rastro de fumaça azul. Essas primeiras formas também eram conhecidas como "traçadores de fumaça" por causa disso. Embora mortal, o alcance efetivo dessas balas era de apenas 350 jardas (320 m), já que a carga de fósforo queimava rapidamente. Balas incendiárias chamadas de munição "Buckingham" foram fornecidas aos primeiros caças noturnos britânicos para uso contra zepelins militares que ameaçavam as Ilhas Britânicas. O gás hidrogênio inflamável dos zepelins tornava as balas incendiárias muito mais mortíferas do que as convencionais, que atravessariam a camada externa sem acender o gás. Da mesma forma, munição incendiária foi usada contra balões de observação não rígidos. O British Royal Flying Corps proibiu o uso de munição incendiária para o combate ar-ar com outro avião, já que seu uso contra o pessoal foi inicialmente considerado uma violação da Declaração de São Petersburgo. Os pilotos foram autorizados a implantá-los apenas contra zepelins e balões. Além disso, eles foram obrigados a carregar ordens por escrito em sua pessoa ao enfrentar esses alvos.

### Segunda Guerra Mundial
Durante a Segunda Guerra Mundial, as balas incendiárias encontraram um novo uso: tornaram-se um dos tipos preferidos de munição para uso em caças interceptores. Eles não eram tão eficazes em perfurar aviões bombardeiros quanto as balas perfurantes, mas eram muito mais eficazes do que as balas padrão porque também podiam inflamar o combustível se entrassem em contato com um tanque de combustível ou oleoduto.
O inventor belga de Wilde, que morava na Suíça, inventou uma nova bala em 1938. Em dezembro daquele ano, o Ministério da Aeronáutica britânica adquiriu o projeto. No entanto, como a bala teve que ser feita à mão ao invés de produzida em massa, o Major C. Aubrey Dixon do Arsenal Real Britânico em Woolwich desenvolveu uma bala muito melhorada com capacidades incendiárias semelhantes. Isso foi adotado pelas forças britânicas como o .303 British Incendiário B Mark VI. Por razões de segurança e para confundir o inimigo, foi inicialmente chamada de munição 'de Wilde', embora o design fosse quase totalmente diferente da versão original. A bala incendiária B Mark VI foi embalada com nitrocelulose, e uma pequena bola de aço foi colocada na ponta da bala para garantir que o produto químico explodisse no impacto. Ao contrário dos projetos anteriores, o B Mark VI era um verdadeiro incendiário, em vez de munição traçadora. As balas incendiárias B Mark VI foram emitidas pela primeira vez em junho de 1940 e testadas operacionalmente no Hawker Hurricane e no Supermarine Spitfire nas batalhas aéreas sobre Dunquerque. O poder explosivo, juntamente com o flash no impacto que guiou sua mira, foi muito apreciado pelos pilotos. As balas eram no início escassas e, como resultado, uma mistura de bola, AP, marcador incendiário Mk IV e incendiário Mk VI foram usados até que a produção aumentou para níveis suficientes. Em 1942, o carregamento padrão para .303s fixos estava metade carregado com AP e metade com balas incendiárias.
Um piloto de caça que foi abatido por munição incendiária enquanto voava na Batalha da Grã-Bretanha descreve sua experiência:
A bala britânica Mk VI foi copiada pelos Estados Unidos de forma simplificada, tanto para as balas de .30 quanto para .50. Os britânicos então adotaram o design simplificado como a bala Mk VII.

### Atualidade
Projéteis incendiários, em particular aqueles destinados à penetração de armadura, são mais eficazes se explodirem depois de penetrar uma camada superficial, de modo que explodam dentro do alvo. Além disso, os alvos com componentes eletrônicos integrados ou computadores podem ser danificados por fragmentos de metal ao explodir na superfície. A ignição costuma ser atrasada por vários meios até depois do impacto.
Alguns projéteis explosivos, como balas incendiárias de alto explosivo, contêm uma carga incendiária destinada a inflamar explosivos dentro da cápsula.
Embora não tenham a intenção de iniciar incêndios, as balas traçadoras podem ter um leve efeito incendiário. Isso é particularmente perigoso quando atingem substâncias inflamáveis ou vegetação seca.